# Ющенко Кирило
Кирило (Сіріл) Ющенко (фр. Cyrille Youchtchenko; нар. 23 листопада 1967) — французький бригадний генерал, командувач Французького іноземного легіону з липня 2023 року, українець за походженням. Магістр зі «стратегічного управління кризою».

## Життєпис
Народився 23 листопада 1967 року.
У 1992 році, після закінчення навчання в Особливій військовій школі Сен-Сір (1989-92), генерал Ющенко обрав службу в піхоті, а через два роки був командиром відділення в 92-му піхотному полку Клермон-Ферран, під час якого його відправили до Боснії в складі UNPROFOR.
З 1995 по 2001 рік служив у 4-му іноземному полку в Кастельнодарі на посадах помічника офіцера, командира підрозділу (1998 – 2000) у 3-й роті добровольців та офіцера-розпорядника в навчальному відділі полку. У 2001 році закінчив навчання в Академії Генерального Штабу.
У 2001 році його призначили до відділу «загальних досліджень сержантського складу» відділу планування людських ресурсів EMAT, де він відповідав за підготовку сержантського складу.
З 2002 року - командир батальону.
З 2005 по 2007 рік він очолював прикладний відділ у Монпельє де відповідав за підготовку керівників піхотних підрозділів.
З 2007 по 2010 рік він працював у відділі оперативної підготовки 2-го іноземного піхотного полку в Німі. Провів дві операції як керівник операцій, спочатку в Центральноафриканській Республіці під час операції BOALI (2007-2008), потім в Афганістані, в районі Суробі (2009-2010).
З 27 липня 2010 року командував 13-ю напівбригадою Іноземного легіону в Джибуті.
У вересні 2011 року був призначений до Центру доктрини та працевлаштування сил (CDEF), він був начальником загальновійськового відділу бойових дій у доктринальному відділі.
З 2012 по 2014 рік був начальником штабу командування Іноземного легіону в Обані.
29 квітня 2013 року в Обані представив новий музей Іноземного легіону, який отримав назву «Musée de France».
З 2014 по 2017 роки - військовий помічник інспектора армії. Відвідав усі театри зовнішніх дій (Центральноафриканська Республіка, Чад, Малі, Буркіна-Фасо)
З 2017 по 2019 рік він був керівником осередку та заступником старшого військового генерального офіцера армії (HEM-T) в Управлінні людських ресурсів армії.
1 червня 2019 року призначений начальником штабу зони оборони в Марселі.
З 1 вересня 2021 року - бригадний генерал, заступник генерального офіцера Південної зони оборони та безпеки, зокрема відповідає за операції на національній території та роз’яснювальну роботу.
У 2023 році став командувачем Іноземного легіону в Обані. 20 липня 2023 року відбулася церемонія передачі повноважень командуванню Іноземним легіономі.
Одружений, батько 4 дітей.